# Armi Hallstén-Kallia
Armi Hallstén-Kallia, född 1897, död 1956, var en finländsk feminist. Hon var ordförande för Finsk kvinnoförening 1937–1955. 
Hallstén-Kallias föräldrar var förbundskansler Onni Hallstén och organisationsledare Ilmi Bergroth, som båda var riksdagsledamöter för partiet Suomalainen och koalitionen. Hennes bror RG Kallia var riksdagsledamot i IKL. 
Hallstén-Kallia utexaminerades 1915 och tog filosofie kandidatexamen 1922 och magisterexamen 1923.  Hon arbetade till en början som sekreterare i Finska Röda Korset och arbetade 1926–1936 som kontorist vid Nationernas förbunds sekretariat i Genève. Efter att ha återvänt till Finland valdes hon 1936 till sin mors efterträdare. Hon blev ordförande i Finlands kvinnoförbund, en post hon innehade fram till sin död. Hon tillhörde också centralstyrelsen för Finlands Akademiska Kvinnors Förbund. 
Hallstén-Kallia var liksom sin bror verksam i IKL och redigerade 1937–1939 utrikesavdelningen av tidningen Ajan Suunta. Hon var också ordförande för Karelian Association of Academic Women från 1939 till 1942.